# Carta partida (diplomática)

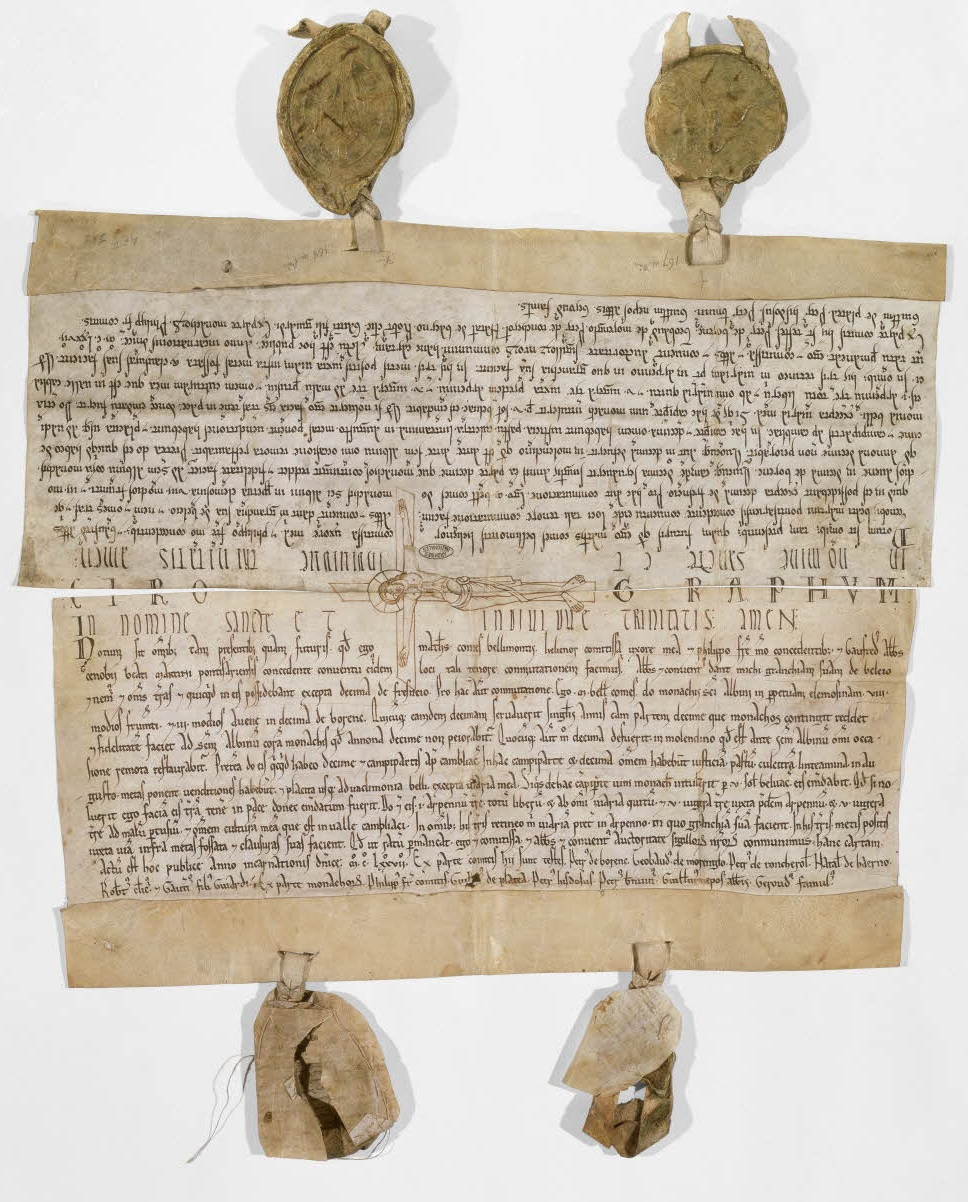
Ejemplo de carta partida mediante la leyenda CIROGRAPHVM y un dibujo del Crucificado.

En diplomática, se denomina carta partida (chartae partitae, chartae divisae) o también llamada carta partida por ABC a un tipo de documento donde figuran dos (o más) copias de un contrato o un texto importante elaborados en una única pieza de pergamino. En la parte de separación de las copias se añadía un texto (letras del abecedario), o un dibujo, como elemento de validación. Una vez terminado el documento, se cortaba y cada parte se quedaba con una copia. Las partes cortadas de cada copia debían coincidir, permitiendo validaciones posteriores y dificultando la falsificación.

## Quirógrafo o cirógrafo

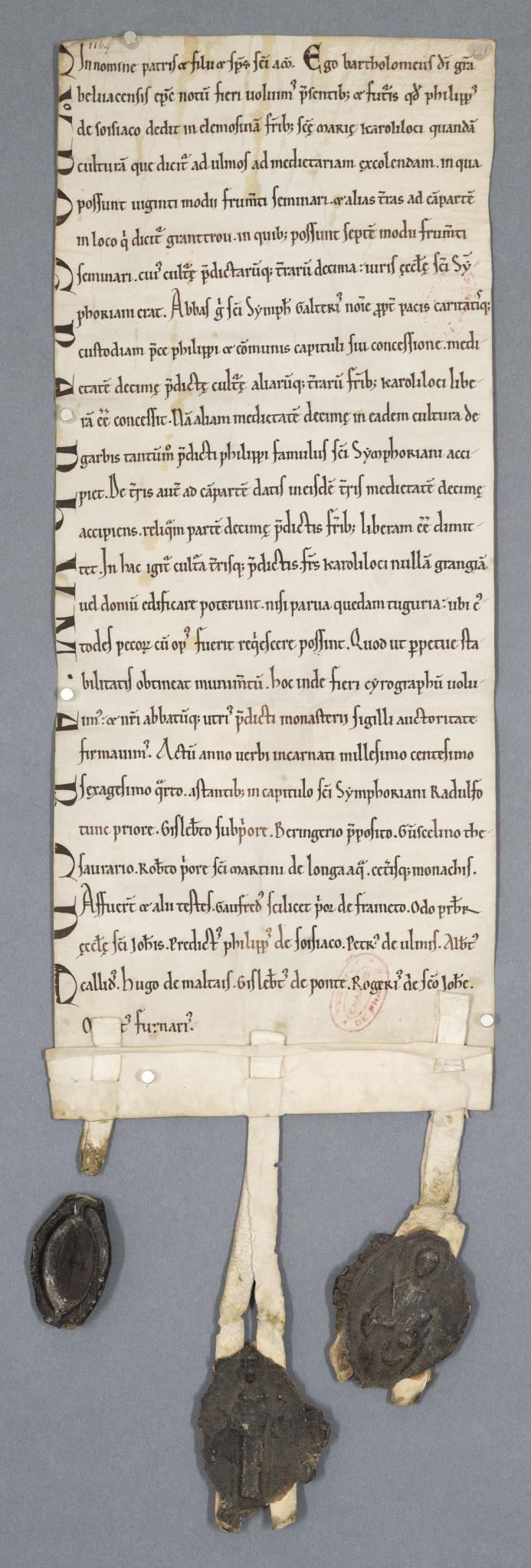
Carta latina del obispo de Beauvais relativa al arrendamiento otorgado al maestre de Chaalis por Felipe de Soisy sobre la venta de una tierra de cultivo. 40x16,5cm.

Esta forma de validación, quirógrafo, (derivado del latín chirographum y este del griego, χειρóγραφον) ‘escrito por la propia mano’ (subscriptio quae propria manu fit), designaba inicialmente cualquier documento con firma autógrafa confiriendo credibilidad al documento.
Durante la Edad Media algunos países mantienen este término en lo referente a su aspecto autógrafo. Por ejemplo, los cirógrafos italianos «eran realizados por cada contratante en un sola pieza que luego se dividía para remitir a cada uno su ejemplar.» Más tarde, en algunos lugares pasó a tener el significado de carta partida. Ya Jean Mabillon apuntaba en su obra De re diplomatica que el término se usaba «desde el siglo XII para referirse en particular a las "cartas dentadas"» y los paleógrafos benedictinos René Prosper Tassin y Charles-François Toustain identifican cartas partidas y dentadas con la leyenda «chirographa» colocada entre los documentos partidos.
Los documentos papales (firmados por un papa), con independencia del formato elegido, eran llamados quirógrafos.
Actualmente también se considera al quirógrafo como un documento privado no validado oficialmente.

## Descripción

### Número de copias
Las cartas partidas constaban generalmente de dos copias. También había tres y cuatro copias.

### Materiales
Principalmente fueron escritas sobre pergamino, o material similar basado en piel curtida, pero también hay ejemplos sobre papel.

### Forma
Antes de la "partición", el documento constaba de dos copias "idénticas" escritas sobre una misma pieza de pergamino (o de papel). Entre las dos copias había una separación o división, que era la parte por donde se debía cortar el documento.

### Complementos
A menudo, una carta partida constaba de firmas de testigos, sellos pendientes y elementos de validación similares.

### División
En la zona que separaba las dos copias, se escribía una palabra, unas cuantas letras o un dibujo, incluso una combinación de letras y dibujos.
- La palabra CIROGRAPHVM era muy frecuente en documentos.
- En Occitania y Cataluña era típico escribir algunas letras del alfabeto (en variaciones de mayúsculas, minúsculas, en distintos colores, etc.). La designación genérica era: carta partida por ABC.[13]

### Separación en partes
Tras escribir el «valor probatorio de las cartas partidas» residía «en el corte practicado en la pieza de pergamino» y que separaba las distintas copias por la parte de la leyenda. Se podía cortar por la zona de la división antes citada mediante un corte recto, dentado u ondulado.

## Historia
No se conoce el origen exacto de las cartas partidas en su forma definitiva. Se conoce su uso en Inglaterra desde el siglo X, en Francia desde el siglo XI y en la península ibérica durante la segunda mitad de este mismo siglo.
Según el experto Arthur Giry, los ejemplares más antiguos conservados son los siguientes:
- Una de las copias (la parte inferior) de una carta partida (sin fecha pero antes de 1060) de la época de Enrique I de Francia que hace referencia a la abadía de Sainte-Geneviève. El lema o divisa escrito en la división de la carta era: PETRVS • PAULVS • GENOVEFA.
- De la misma época que la anterior, se conserva la parte superior de una carta partida por ABC sobre un acuerdo entre el obispo de Gerona y el conde de Foix, Roger. (Ref.: Arthur Giry. Manuel de diplomatique, p. 510).[13]

## Ejemplos notables

### Documentos conservados
Teniendo en cuenta el valor legal de las cartas partidas, muchos archivos conservaron miles de copias de estos documentos durante bastante tiempo. A pesar de que las guerras, incendios y otros incidentes hicieron desaparecer definitivamente muchos archivos, se conservan en varios casos. Uno de los más excepcionales es el caso del archivo municipal de Nivelles. Otro son los Archivos del Estado de Brabante (Lovaina-la-Neuve), donde se conservan unas 65.000 cartas partidas.

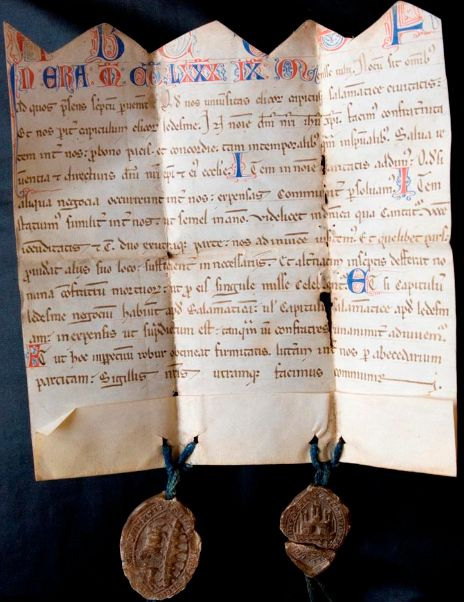
Carta partida por ABC de la clerecía de Ledesma (año 1252), con corte indentado y dos sellos.
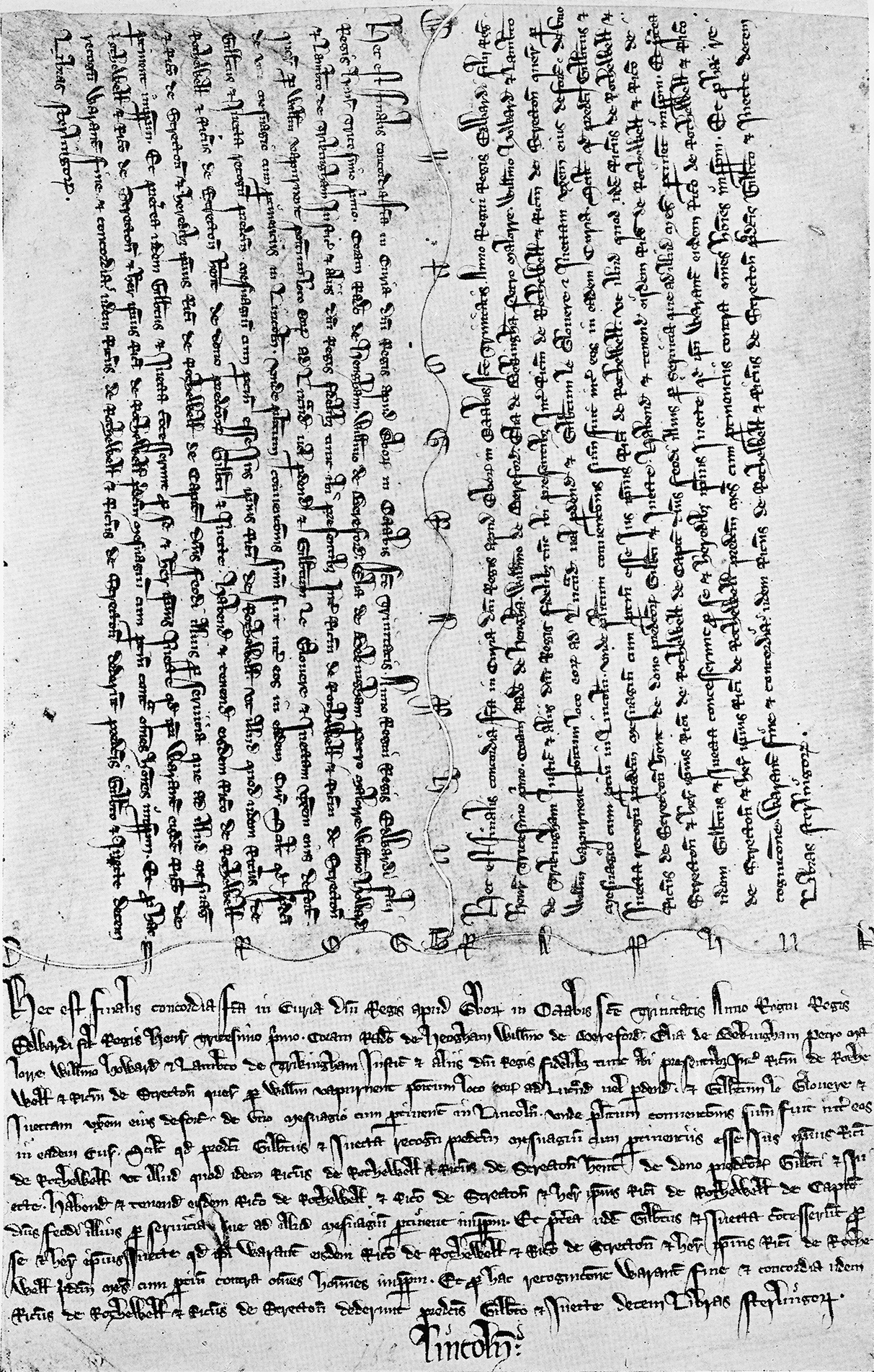
Carta partida de tres copias, sobre un contrato de tierras en Lincoln (año 1303). Corte ondulado.
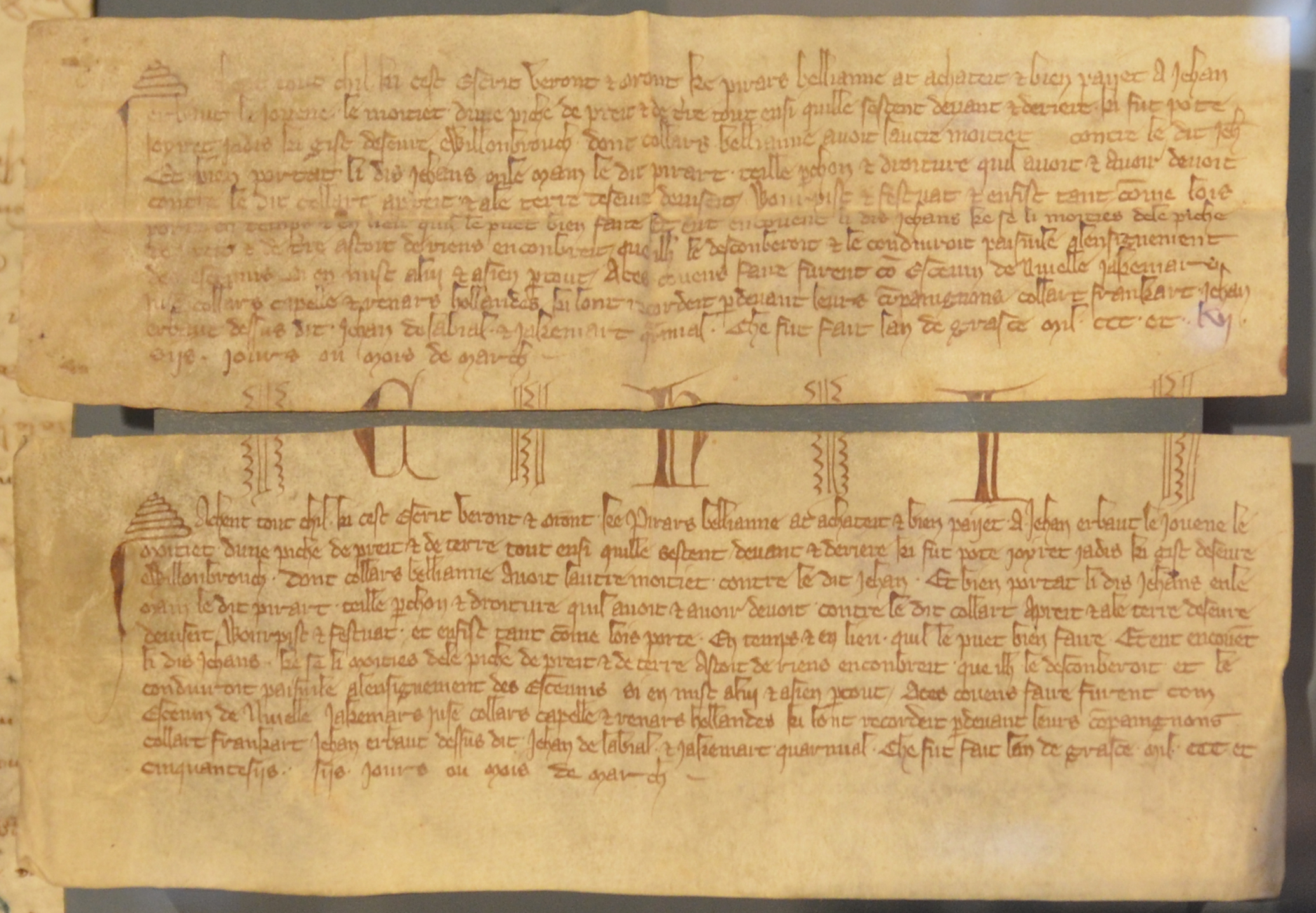
Carta partida por ABC del 6 de marzo de 1357 (Archivos del Estado de Lovaina)

### Menciones en literatura y otros
- 1077? Fueros de Jaca.[15]
- Crónica de Bernat Desclot.[16]
- Crónica de Ramón Muntaner.[17]
- 1261.[18]
- 1307. Cabildo de Mérida.[19]
- 1314.[20]
- 1443. Letra de batalla.[21]
- 1471. Letra de batalla real.[22]
- 1490. Tirante el Blanco. Letras de batalla.[23][24]